# يهود جنوب الولايات المتحدة الأمريكية
يسكن الأمريكيون من عرق أو عقيدة يهودية جنوب الولايات المتحدة منذ أواخر القرن السابع عشر وساهموا في الإرث الثقافي والتاريخي النابض بالحياة للجنوب بطرق عديدة. على الرغم من أنه يُعتقد في كثير من الأحيان أن السكان اليهود في الولايات المتحدة يتركزون في المدن الشمالية، مثل نيويورك، اختار الآلاف من المهاجرين اليهود الاستقرار في المناطق الريفية الجنوبية للولايات المتحدة لتشكيل مجتمعات دينية متماسكة وخلق هوية ثقافية فريدة. جاء المهاجرون اليهود إلى الجنوب من مختلف البلدان والخلفيات والتقاليد الدينية داخل اليهودية. الجاليات اليهودية الرئيسية تشمل ممفيس، تينيسي؛ سافانا، جورجيا؛ تشارلستون، ساوث كارولينا؛ شارلوتسفيل، فيرجينيا؛ وويلمنجتون بولاية نورث كارولينا. شارك اليهود في العديد من الأحداث الهامة في تاريخ الجنوب، مثل الحرب الأهلية والحرب العالمية وحركة الحقوق المدنية.

## تاريخ
كان أول يهودي وصل إلى ما يُعرف الآن بالولايات المتحدة هو لويس دي كارفاخال إي دي لا كويفا، وهو الفاتح الإسباني المولود في البرتغال وتاجر العبيد المزعوم، الذي عبر ريو غراندي من المكسيك إلى تكساس. على الرغم من أن عددًا قليلاً من اليهود شاركوا في جهود الاستعمار الأوروبي خلال القرنين السادس عشر والسابع عشر، إلا أن غالبية اليهود وصلوا في وقت لاحق في القرن الثامن عشر، هاربين من دول أوروبية مختلفة لتجنب الاضطهاد والبحث عن فرص اقتصادية مربحة في المستعمرات. شكلت أول جالية يهودية رئيسية في الجنوب في سافانا، جورجيا عندما قبل 41 يهوديًا من قبل الحاكم جيمس أوجليثورب في محاولة للالتزام بالتسامح الديني المنصوص عليه في ميثاق جورجيا. لسنوات، حتى منتصف القرن التاسع عشر، كان أكبر مجتمع يهودي في قارة أمريكا الشمالية في تشارلستون، ساوث كارولينا.

الجنوب منطقة جغرافية وثقافية في الولايات المتحدة تتكون من ستة عشر ولاية.

كان العديد من المستوطنين اليهود الأوائل باعة المتجولين رُحَل، مما سهل تنقلهم بشكل أكبر ومكّنهم من توفير المال وبدء أعمالهم التجارية الخاصة في نهاية المطاف. على الرغم من أن البعض سافر على نطاق واسع عبر الولايات المتحدة، إلا أن آخرين ركزوا تجارتهم في مناطق معينة وساهموا في المجتمعات اليهودية التي بدأت في النمو في الجنوب. على عكس المهاجرين اليهود الذين وصلوا إلى المدن الشمالية، مثل نيويورك، والذين كانوا مكتظين في الأحياء اليهودية والمعازل اليهودية، تمتع يهود الجنوب بدرجة أكبر من الازدهار والتعايش، وذلك أساسًا لأنهم كانوا أكثر قدرة على الاندماج في المجتمعات الجنوبية الأصغر. بالإضافة إلى ذلك، نظرًا لأنهم كانوا يشكلون نسبة صغيرة من السكان، بدا أنهم لا يشكلون تهديدًا كبيرًا للسكان المحليين. وبدلاً من ذلك، وجه العداء إلى المجموعات المهمشة الأخرى، وخاصة الأمريكيين الأفارقة، ولكن أيضًا الكاثوليك والسكان الأصليين والمجموعات العرقية الأخرى. واجه يهود الجنوب بشكل أساسي التمييز ومعاداة السامية في أوقات الاضطرابات الاجتماعية والاضطرابات الاقتصادية أو السياسية، كما حدث أثناء الحرب الأهلية أو الكساد الكبير أو حركة الحقوق المدنية.

## ثقافة
غالبًا ما تقاطعت الثقافة الجنوبية واليهودية بسبب الخلفية المهاجرة الغنية والمتنوعة لليهود في الجنوب. كما هو الحال مع العديد من مجموعات المهاجرين عبر التاريخ الأمريكي، اختلفت مشاعر الهوية تبعًا للمنطقة ومدى استيعاب المهاجرين للثقافة المحيطة. أجريت دراسات لفحص كيفية تقاطع الهوية اليهودية والجنوبية وفي بعض الأحيان تعارضهما. بينما يعرّف البعض على أنهم يهود جنوبيون، ويضعون هويتهم الجنوبية والأمريكية أولاً، يُعرّف آخرون على أنهم يهود جنوبيون، مما يجعل دينهم في مقدمة هويتهم.

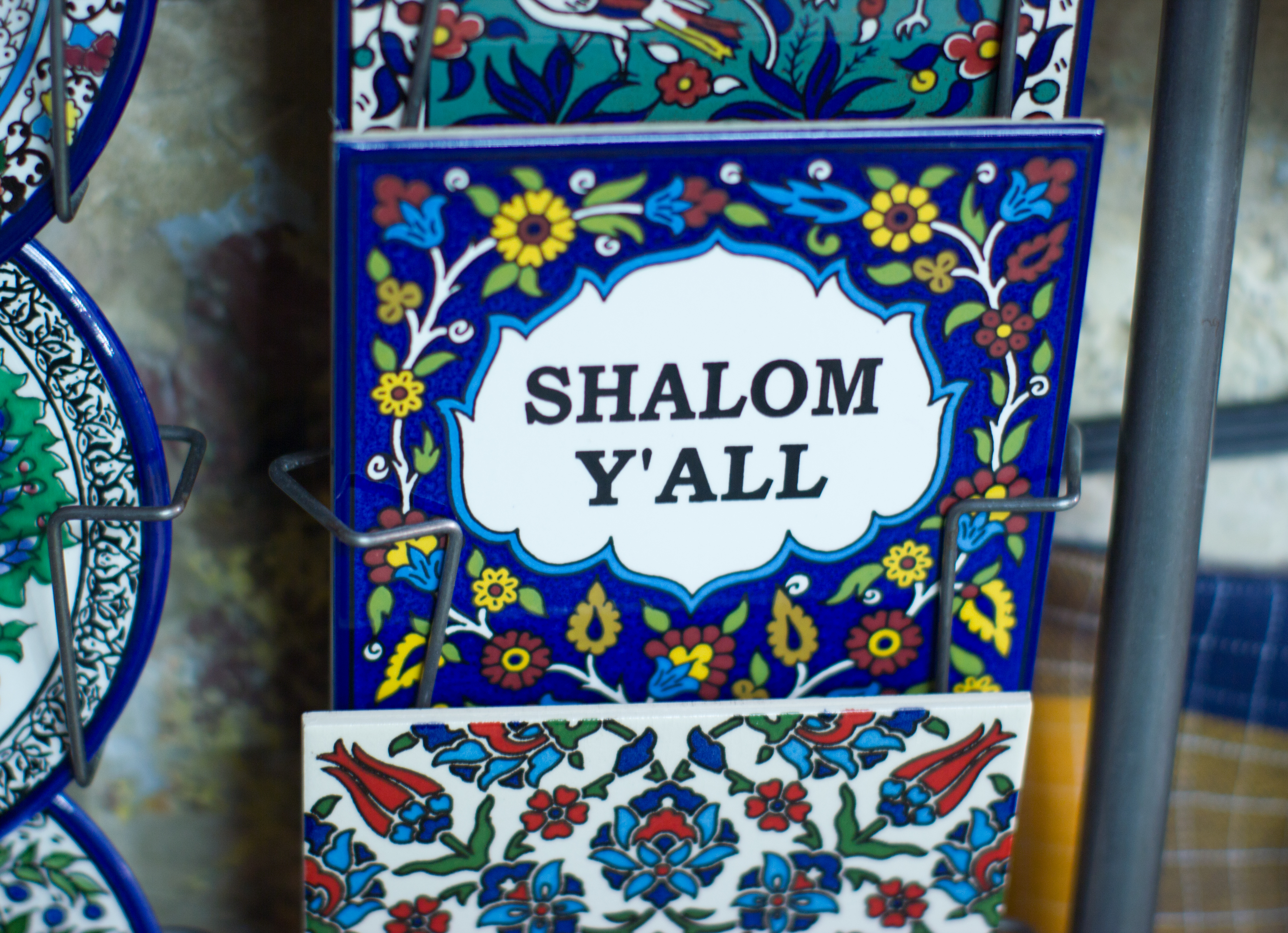
يمكن رؤية اندماج الثقافة الجنوبية واليهودية في هذه العبارة الفريدة.

بسبب «التجارب التاريخية والأنماط الثقافية المميزة» المختلفة الموجودة في جنوب الولايات المتحدة، يختلف يهود الجنوب اختلافًا كبيرًا عن اليهود الذين يعيشون في الشمال. إنهم يختبرون نوعًا من الهوية ثنائية الثقافة نتيجة تبني العديد من عادات وممارسات وقيم الحياة الجنوبية. تؤثر اللهجات الجنوبية على النطق بالعبرية واليديشية ويمكن رؤية الممارسات الثقافية الجنوبية المتعلقة بالتجمعات والاحتفالات في الأحداث اليهودية مثل حفلات الزفاف والجنازات وبار وبات ميتزفاه. بالإضافة إلى ذلك، يشكل اليهود الجنوبيون نسبة أقل من سكان مجتمعاتهم مقارنة بنظرائهم الشماليين. بالإضافة إلى ذلك، فقد تمتعوا بثراء أكبر من يهود الشمال، الذين ينتمون غالبًا إلى الطبقة العاملة الفقيرة. من ناحية أخرى، كان يهود الجنوب في الغالب من رجال الأعمال أو العمال المحترفين. «عمليا لم يكن لدى اليهود وظائف الياقات الزرقاء» لقد جاؤوا إلى المنطقة لأنهم عرفوا أنها ستكون مكانًا يمكنهم فيه الازدهار اقتصاديًا.
تأثر اليهود في الجنوب بالعديد من جوانب الثقافة الجنوبية، بما في ذلك الطعام والمطبخ. اختار بعض المهاجرين الأوائل اتباع قوانين غذائية صارمة للكشروت بينما لم يفعل الآخرون ذلك. بغض النظر، مع مرور الوقت، قامت العديد من العائلات اليهودية بتكييف وجباتها الغذائية لتتماشى بشكل أكبر مع الثقافة الجنوبية من حولهم. يمكن رؤية بعض الأمثلة على هذا الاختلاط بين الثقافات اليوم في الأطباق الهجينة مثل كرات ماتسو البامية أو كرات ماتسو المشوية. يظهر الاستيعاب الآخرللطبخ في الممارسة اليهودية لأكل فطائر البطاطا الحلوة والبيجنيت للاحتفال بعيد هانوكا.
يختلف يهود الجنوب أيضًا عن يهود الشمال في الطريقة التي يعبرون بها عن يهوديتهم. نظرًا لأن يهود الشمال يشكلون جزءًا كبيرًا من السكان ولا يندمجون بشكل كامل أو سريع مثل يهود الجنوب، فيمكنهم التعبير عن يهوديتهم بطريقة عرقية وثقافية. من ناحية أخرى، يمكن اعتبار يهود الجنوب يهودًا متدينين أكثر من اليهود المثقفين أو العرقيين. يتعلق هذا بحقيقة أن معظم المهاجرين اليهود الذين استقروا في الجنوب جاءوا من ألمانيا، حيث ترتبط الهوية اليهودية بالدين فقط، بدلاً من أوروبا الشرقية، حيث يُنظر إلى اليهودية على أنها هوية ثقافية وعرقية بالإضافة إلى الدين. «يهود الجنوب لا يحتفظون فقط بالمعابد وينتمون إليها أكثر من يهود الشمال، لكنهم يفضلون أن يحضروا القداس بانتظام».

## مجتمعات

### جورجيا

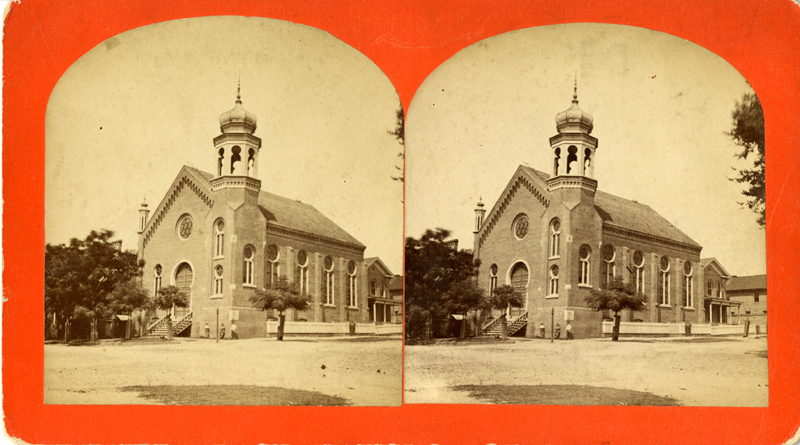
كنيس بيت إسرائيل، ماكون، جورجيا، ج. 1876

سافانا، جورجيا هي موطن لثالث أقدم مجتمع يهودي في الولايات المتحدة. في 11 يوليو 1733، وصل اثنان وأربعون مهاجرًا يهوديًا من لندن بإنجلترا إلى جورجيا، وقد جذبهم الوعد بالحرية الدينية. جاء المهاجرون اليهود في وقت لاحق من دول أوروبية أخرى مثل إسبانيا والبرتغال وألمانيا. لم يكن حتى عام 1818 أن نما عدد السكان بما يكفي لبناء كنيس يهودي. في أربعينيات القرن التاسع عشر، تضاعف عدد السكان مرة أخرى حيث جاءت موجة كبيرة من المهاجرين اليهود من ألمانيا. كان اليهود في جورجيا أعضاء فاعلين في المجتمع، حيث شاركوا في مختلف النوادي والأنشطة الاجتماعية والمؤسسات الخيرية. كما كانوا ناشطين في المجال السياسي، وخدموا في المكاتب المحلية والولائية والوطنية.

### شمال كارولينا

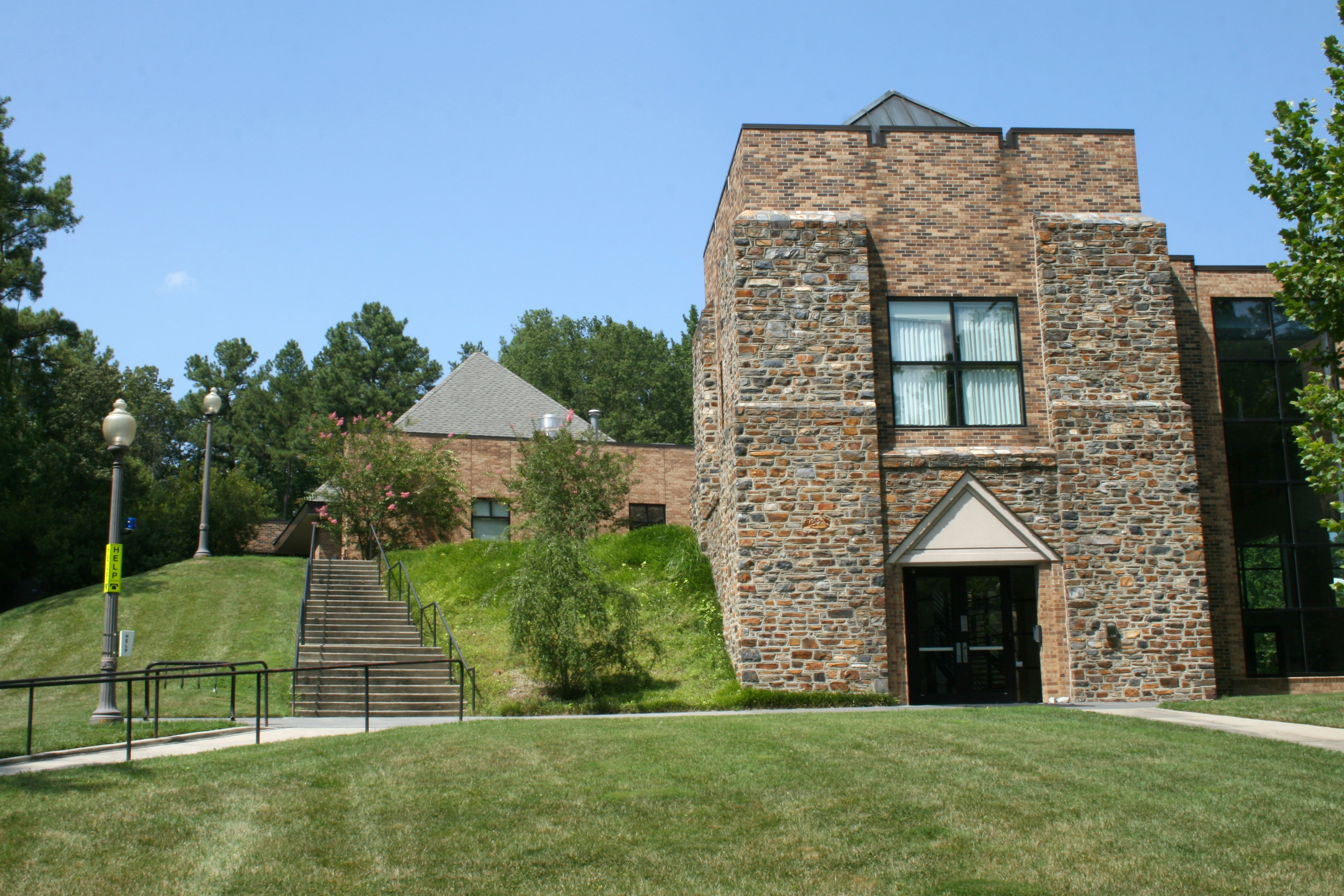
تم بناء مركز فريمان للحياة اليهودية في حرم جامعة ديوك عام 1999 كمساحة للطلاب وأعضاء هيئة التدريس اليهود.

جاء أول يهودي وصل إلى ولاية كارولينا الشمالية، يواكيم غانس، مع الرحلة الاستكشافية الثانية للسير والتر رالي إلى جزيرة رونوك (1585). كان أول مستوطن يهودي في المستعمرات البريطانية، رغم أن إقامته لم تدم طويلاً. عاد إلى إنجلترا في غضون عامين، حيث قدم إلى المحكمة لأنه رفض الادعاء بأن يسوع هو المسيح المنتظر. أصول الجالية اليهودية في ولاية كارولينا الشمالية صغيرة، والعديد من العائلات التي استقرت هناك في البداية إما بقيت غير متزوجة أو غيرت دينها وتزوجت، مما جعل عدد الجالية اليهودية منخفضًا. رحب بالعديد من اليهود بسبب وضعهم الاقتصادي، لكن لم يثق بهم أيضًا. أنشأت أول رعية في ويلمنجتون عام 1852. بين عامي 1870 و 1910، ارتفع عدد السكان اليهود في ولاية كارولينا الشمالية بشكل كبير. بينما ارتفعت معاداة السامية في بقية أنحاء البلاد في أعقاب الحرب الأهلية، لم يشعر يهود كارولينا الشمالية بنفس الآثار، بل بدا أن الدولة ترحب بهم. كانت هناك حالات لم يقبل اليهود ومغادرتهم، في الغالب بسبب عدم رغبتهم في الاندماج مع الممارسات والثقافة الجنوبية. بشكل كبير، عندما كان اليهود مستعدين لاتباع الممارسات الثقافية الأساسية لجيرانهم المسيحيين، رحب بهم في المجتمع وعادة ما يكون أداءهم جيدًا على الصعيدين الاجتماعي والاقتصادي. بعد أن بدأت معاداة السامية في الحرب العالمية الأولى في الارتفاع، ولكن حتى مع هذا الارتفاع، واجه اليهود في ولاية كارولينا الشمالية اضطهادًا أقل من نظرائهم في الولايات الأخرى. خلال سنوات الكساد الكبير، التحق العديد من الشباب اليهود بالجامعات وغادروا إلى المدن الشمالية. كانت النسبة المئوية للطلاب اليهود في جامعة نورث كارولينا أكثر من عشرين ضعف النسبة المئوية لليهود من سكان الولاية، وظفت الجامعة عددًا قليلاً من اليهود كأساتذة. أصبحت جامعة UNC أيضًا أول جامعة في الجنوب بها برنامج دراسات يهودية. رأت العديد من المدن الصغيرة في ولاية كارولينا الشمالية أن اليهود المحليين هم أصدقاء وجيران لهم بينما لا يزالون يعبرون عن معاداة السامية، خاصة ضد اليهود في أجزاء أخرى من البلاد. الهولوكوست والحرب العالمية الثانية، التي حارب فيها يهود شمال كارولينا بأعداد كبيرة، قللت من معاداة السامية في جميع أنحاء البلاد عندما حاربوا هذه الفكرة بالذات في أوروبا.

### فرجينيا
بدأت الجالية اليهودية في شارلوتسفيل بولاية فيرجينيا في أربعينيات وخمسينيات القرن التاسع عشر، عندما جاء التجار اليهود بحثًا عن الفرص الاقتصادية بعد الحروب النابليونية. غالبية اليهود الذين جاءوا إلى فرجينيا في ذلك الوقت استقروا في المدن الكبرى، لكن بعضهم استقر في شارلوتسفيل وبدأوا في المشاركة في الشؤون المحلية. في غضون بضعة عقود، بنوا كنيسًا وأسسوا مجتمعًا دينيًا. قدمت عائلة ليفي إحدى أهم مساهمات يهود شارلوتسفيل. بعد وفاة توماس جيفرسون، قاموا بشراء مونتايسلو واحتفظوا به كنصب تذكاري لجيفرسون لما يقرب من 100 عام. حاولوا إعطائه لحكومة الولايات المتحدة، التي رفضت. كانت هناك فترة من الإهمال بعد أن استولت عليها الحكومة الكونفدرالية واستخدمتها كحظيرة، لكن عائلة ليفي اشترتها مرة أخرى واستعادتها قبل بيعها في النهاية إلى مؤسسة توماس جيفرسون التذكارية. توماس ليفي، الرجل الذي اشترى مونتايسلو للمرة الثانية، كان لديه العديد من المشاريع التجارية الناجحة الأخرى في شارلوتسفيل، كما فعل اليهود الآخرون في ذلك الوقت. على الرغم من مساهمتهم، تعرضوا هم وغيرهم من اليهود في شارلوتسفيل للتمييز بسبب دينهم وعرقهم. أجبرتهم حكومة فرجينيا على نقل كنيسهم اليهودي لصالح مكتب بريد، على الرغم من وجود مساحات كبيرة غير مستخدمة من الأرض متاحة في جميع أنحاء المدينة. في عام 1921، حذر كو كلوكس كلان من أن 100 في المائة فقط من الأمريكيين، أي الأمريكيين المسيحيين البيض، مرحب بهم في شارلوتسفيل، وأيد أعضاء هيئة التدريس من جامعة فيرجينيا معاداة السامية من وجهة نظر تحسين النسل، مدعيا أن الشعب اليهودي أدنى مرتبة وراثيا. للبيض. تم استهداف اليهود خلال حركة الحقوق المدنية، وأصبحت شارلوتسفيل مركز الانقسام حيث الغي الفصل العنصري في المدارس.

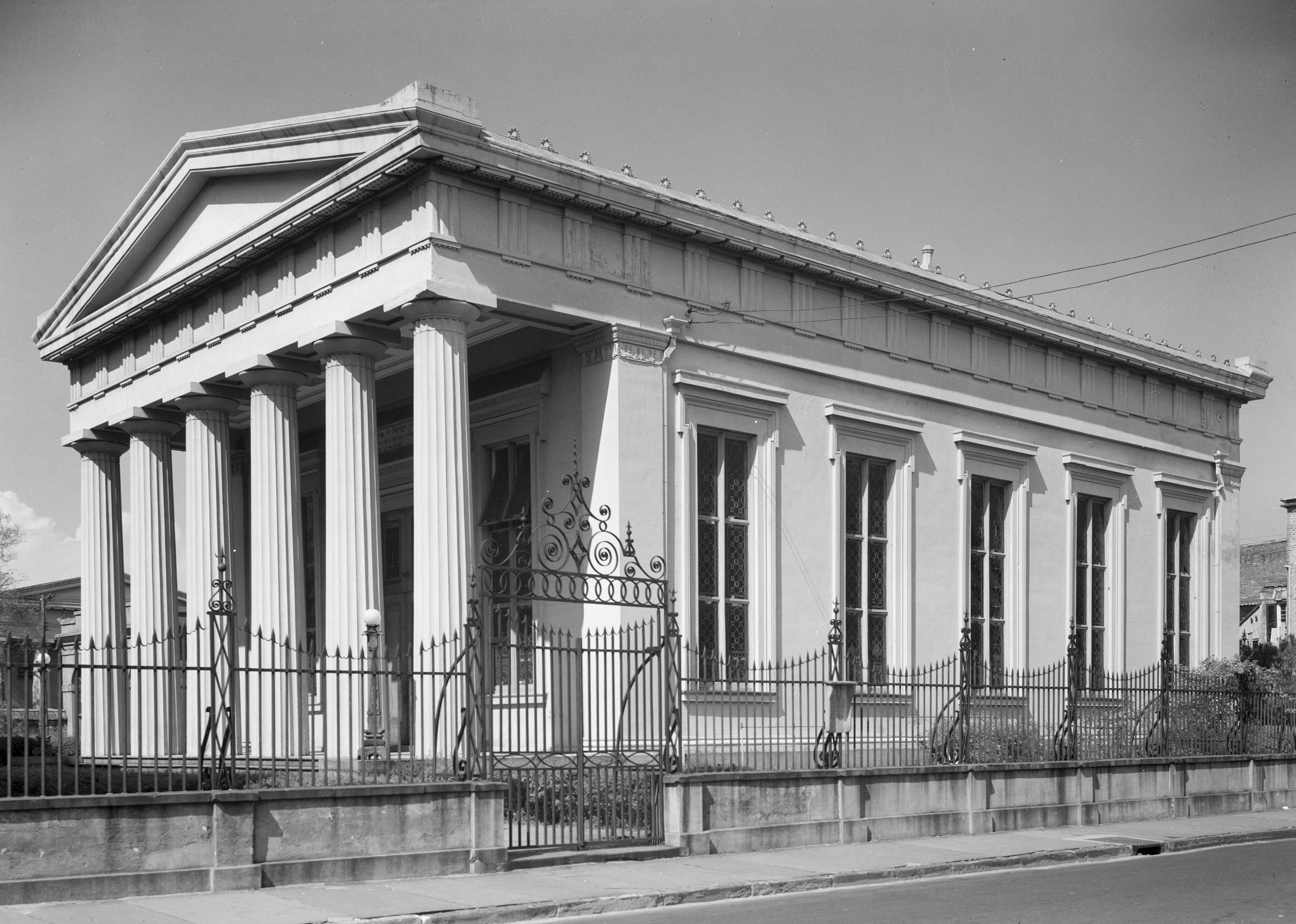
تم بناء كنيس كاهال كادوش بيث إلوهيم في تشارلستون بولاية ساوث كارولينا عام 1749 ولا يزال أحد أقدم المعابد اليهودية التي لا تزال مستخدمة في الولايات المتحدة.

## المشاركة في الأحداث الكبرى

### الحرب الاهلية
حارب العديد من الرجال اليهود الجنوبيين من أجل الكونفدرالية خلال الحرب الأهلية. كما تبرعت النساء اليهوديات وساعدن في المجهود الحربي. اختار الكثيرون القتال بسبب الفرص الاقتصادية التي أتاحتها الحرب، فضلاً عن حمى الحرب التي انتشرت. بالإضافة إلى ذلك، أعرب العديد من المهاجرين من أوروبا عن تقديرهم للحرية والتسامح الذي تمتعوا به في الولايات المتحدة، وأرادوا إظهار أنهم أعضاء مساهمون في المجتمع. اختار رجال يهود آخرون عدم القتال، مثل ألفريد مردخاي، وهو من شمال كارولينا وكان أول يهودي متخرج من ويست بوينت. رفض مردخاي المشاركة في الحرب لأنه لا يريد القتال ضد عائلته في الجنوب. صور المؤرخون في كثير من الأحيان مشاركة اليهود في الحرب الأهلية على أنها فعالة، ومتحمسة، ومخلصة، وفي الغالب جماعية؛ ومع ذلك، كشفت الدراسات الحديثة أن هذا الحماس والولاء للقضية الكونفدرالية لم يكن منتشرًا على نطاق واسع. تمكن العديد من اليهود من تجنب التجنيد الإجباري عن طريق مغادرة الجنوب بشكل مؤقت أو دائم بينما اختار آخرون فقط التجنيد في وظائف محدودة حيث يمكنهم البقاء بالقرب من المنزل.
كانت المواقف اليهودية تجاه العبودية متنوعة ومعقدة. حاولت بعض المنشورات (مثل كتاب العلاقة السرية بين السود واليهود، وهو كتاب نشرته أمة الإسلام عام 1991) إثبات أن اليهود هم الجناة الرئيسيون لتجارة الرقيق الأفارقة، لكن مثل هذه المنشورات مثيرة للجدل ويعتبرها الكثيرون معادية للسامية. يدحض باحثون آخرون هذه الادعاءات، بحجة أن «اليهود كانوا متورطين بشكل ضئيل في الاتجار بالعبيد الأمريكيين من أصل أفريقي وامتلاكهم».
ومع ذلك، فقد قبل اليهود في الغالب ودافعوا عن مؤسسة العبودية لأنها منحتهم مكانة أعلى في المجتمع الجنوبي. لم يعتبر اليهود من البيض، ولذا كان وضعهم العنصري المحفوف بالمخاطر وكذلك تاريخهم الواسع من الاضطهاد هو ما دفعهم إلى تبني مواقف مؤيدة للعبودية والمشاركة في العبودية والمعاملة السيئة للأمريكيين من أصل أفريقي. كانوا يأملون في أن يسمح امتثالهم للتسلسل الهرمي العرقي الذي توفره العبودية لهم بأن يصبحوا أكثر بياضًا في عيون جيرانهم المسيحيين. بالإضافة إلى ذلك، كان العديد من دعاة إلغاء عقوبة الإعدام البارزين، مثل ويليام لويد جاريسون، معادون للسامية، مما دفع العديد من اليهود إلى ربط حركة إلغاء عقوبة الإعدام بمعاداة السامية. لكن اليهود الذين ألغوا عقوبة الإعدام موجودون بالفعل، ومن المحتمل أن الكثيرين قد تأثروا بدينهم. يمارس غالبية اليهود الذين ألغوا عقوبة الإعدام اليهودية الإصلاحية وبسبب انفصالهم عن اليهودية التقليدية رأوا العبودية وفسروها بشكل مختلف.

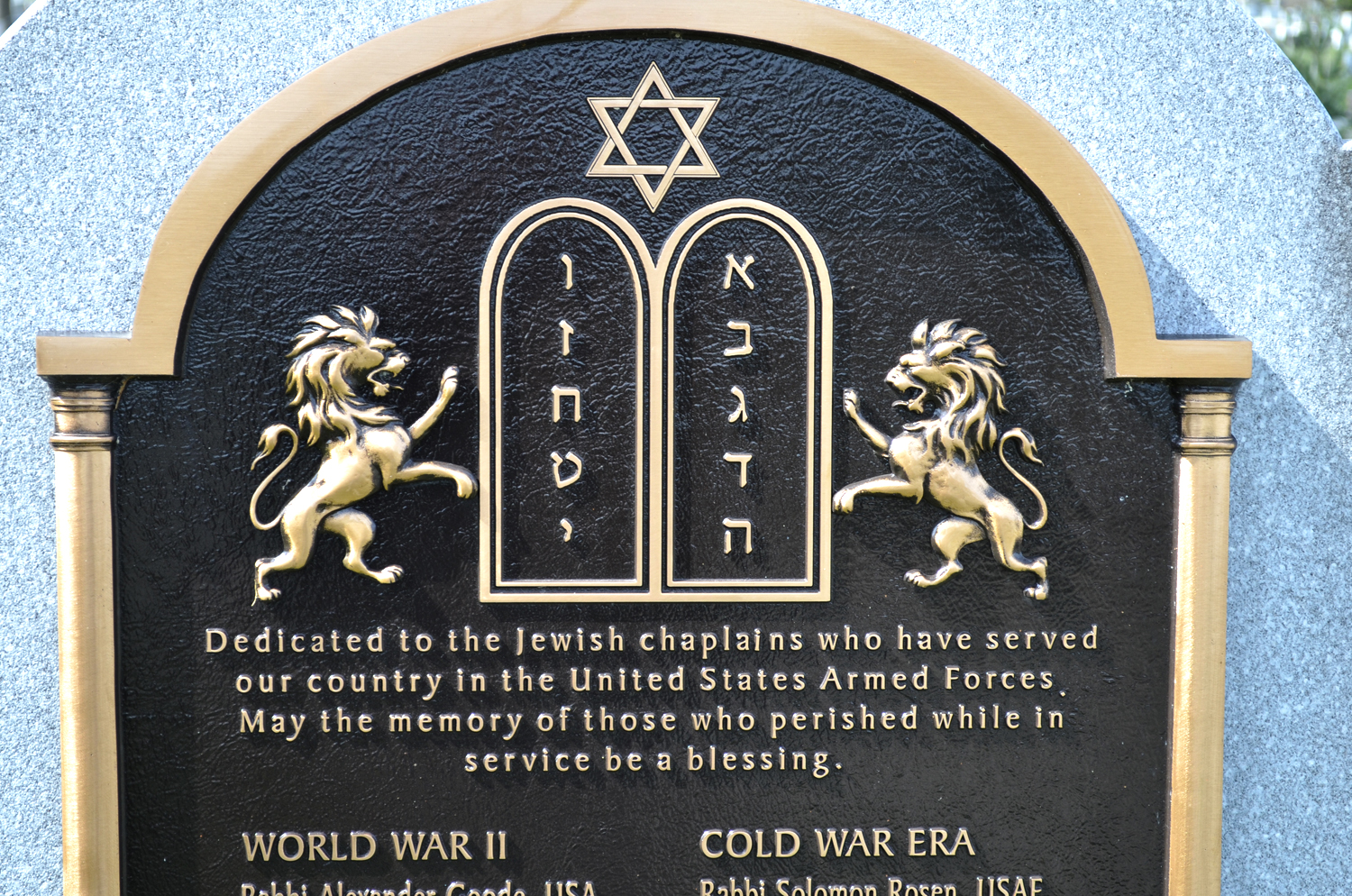
لوحة تذكارية في مقبرة أرلينغتون الوطنية تخلد ذكرى خدمة 14 قسيسًا يهوديًا ماتوا أثناء خدمتهم في الحرب العالمية الثانية، وكوريا، وحروب فيتنام.

### الحروب العالمية
كما حدث خلال الحرب الأهلية، سجل العديد من الرجال اليهود الجنوبيين للقتال في كلتا الحربين العالميتين. كما بدأوا في إرسال بعض الفتيات اللائي قُبِلنَ في الخدمة العسكرية. أصبح العديد من الحاخامات قساوسة عسكريين، وساهمت المجتمعات اليهودية ككل في المجهود الحربي. كما استجابوا بشكل خيري من خلال المساهمة في جمع التبرعات وتنظيمها لمساعدة أولئك الذين تأثروا بالحرب العالمية الأولى في أوروبا. أثرت الحرب العالمية الثانية، مع هجوم أدولف هتلر على اليهود في أوروبا، على الشعب اليهودي في جميع أنحاء العالم، ولم يكن الجنوب الأمريكي مختلفًا. عملت الجاليات اليهودية في ألاباما جنبًا إلى جنب مع المنظمات الوطنية لإعادة توطين اللاجئين الفارين من أوروبا أثناء الحرب وبعدها.

### حركة الحقوق المدنية
بينما شارك العديد من يهود الشمال البارزين في حركة الحقوق المدنية (حتى أن بعضهم شغل مناصب قيادية في NAACP )، فإن تاريخ المشاركة اليهودية في الجنوب أكثر تعقيدًا بعض الشيء. كان الكثير من التوتر العنصري نفسه الذي كان موجودًا بين الأمريكيين من أصل أفريقي واليهود خلال الحرب الأهلية لا يزال موجودًا في منتصف القرن العشرين. في حين أن بعض يهود الجنوب قد يكونون متعاطفين مع معاناة الأمريكيين من أصل أفريقي وكفاحهم من أجل المساواة، تسببت أزمة إلغاء الفصل العنصري في ارتفاع معاداة السامية، مما عزز فكرة أن اليهود ظنوا بالفعل أن الحفاظ على الوضع العرقي الراهن سيكون لصالحهم.
ومع ذلك، كان هناك عدد قليل من الممثلين اليهود الذين انضموا إلى الحركة على الرغم من المخاطر الشخصية الكبيرة. انضم ستة عشر حاخامًا في سانت أوغسطين بولاية فلوريدا إلى مؤتمر القيادة المسيحية الجنوبية لمحاربة الفصل العنصري ومواجهة العنف والاعتقال جنبًا إلى جنب مع المتظاهرين الأمريكيين من أصل أفريقي. كان الحاخام جاكوب روتشيلد من أتلانتا، جورجيا صديقًا جيدًا لمارتن لوثر كينغ جونيور. وقاتل إلى جانبه في حركة الحقوق المدنية. قُتل يهوديان، مايكل شويرنر وأندرو غودمان، في ميسيسيبي أثناء محاولتهما مساعدة الأمريكيين الأفارقة على التسجيل للتصويت خلال صيف الحرية. أولئك الذين دعموا الحركة علنًا غالبًا ما كانوا منبوذين من قبل أعضاء آخرين في مجتمعهم. أُجبر حاخام أظهر دعمه لأولاد سكوتسبورو بحضوره تجمعاً حاشداً في ألاباما على الاستقالة من كنيسه. بينما أقر القادة الأمريكيون من أصل أفريقي بهذه الجهود والتضحيات من جانب يهود الجنوب، فقد أعربوا أيضًا عن خيبة أملهم العميقة لدى غالبية يهود الجنوب بسبب فشلهم في التحدث والمشاركة في الحركة على نطاق واسع.

## روابط خارجية
- الجمعية التاريخية اليهودية الجنوبية ، www.jewishsouth.org/